# John Hall (Mediziner)

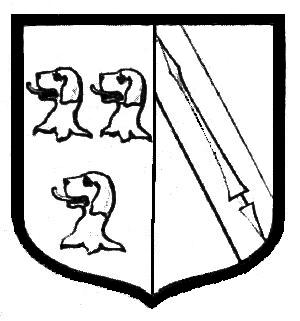
Wappen von John Hall {links} mit dem Wappen von William Shakespeare {rechts}

John Hall (* 1575 in Carlton; † 25. November 1635 in Somerset) war ein englischer Arzt und Schwiegersohn William Shakespeares.

## Leben
John Hall wurde 1575 in Carlton, Bedfordshire als eines von elf Kindern der Familie Hall geboren und studierte ab 1589 am Queens’ College in Cambridge. Er wurde Arzt, obwohl er keinen Abschluss in englischer Medizin hatte. Es wurde spekuliert, dass er in Frankreich Medizin studierte. Er gründete eine Praxis in Stratford-upon-Avon, wo er der einzige Arzt in der Stadt war. Er heiratete Shakespeares Tochter Susanna am 5. Juni 1607. Das Paar bekam eine Tochter namens Elizabeth (1608–1670). Ihr Haus in Stratford, Hall’s Croft, ist mittlerweile für die Öffentlichkeit zugänglich. Nach Shakespeares Tod zogen sie in sein ehemaliges Haus am New Place. Hall scheint eine enge Beziehung zu seinem Schwiegervater gehabt zu haben, da berichtet wird, dass sie sich 1613 über eine lokale Frage bezüglich der Einschließung einig waren. Es ist auch bekannt, dass sie 1614 geschäftlich zusammen nach London gereist sind. Er starb am 25. November 1635 in Somerset im Alter von 59 oder 60 Jahren.